# 杉原一昭
杉原 一昭（すぎはら かずあき、1937年9月29日 - 2008年6月9日）は、日本の教育心理学者。
福島県生まれ。1961年東京教育大学心理学科卒業、1966年には同大学院博士課程教育心理学専攻単位取得退学、横浜国立大学教育学部講師、助教授。1977年筑波大学心理学系助教授、1984年「論理的思考における構造の発達に関する研究」で教育学博士、同年教授。2001年定年退官、名誉教授、東京成徳大学心理学研究科科長。現代の子供は現実感覚を失っているとしてこれを「不思議の国のアリス」になぞらえ「アリス・シンドローム」と名づけた。
2008年6月9日、癌のため死去。

## 著書
- 『論理的思考の発達過程 差と類についての思考の発達』田研出版 1989
- 『今、子どもが壊されている 不思議の国のアリス現象』立風書房 1990
- 『生きる力を育てる 心の教育とは何か』田研出版 1998
- 『現代しつけ考 なぜ「当たり前」ができないのか』日本経済新聞社 2000
- 『子ども破壊 なぜ子どもがキレるのか』立風書房 2000
- 『変化を好む脳好まない脳 流動性知能を鍛える』全日法規 2001
- 『壊された子どもをどう救うか 不思議の国のアリス現象からの解放』田研出版 2009

### 共編著・監修
- 『新しい遊戯療法 セラプレイ』高野清純共編著 日本文化科学社 1985
- 『事例で学ぶ教育心理学』海保博之共編著 福村出版 1986
- 『3～5年生の発達のとらえ方と指導』河井芳文、高野清純共編 教育出版 1987
- 『心を育てる幼児教育』編 教育出版 1989
- 『発達と学習 心身の発達と学習のしくみ』編 協同出版 教職教育講座 1992
- 『事例による知能検査利用法 子ども理解のための田中ビネー知能検査』田中教育研究所編  中村淳子共著 田研出版 1994
- 『事例発達臨床心理学事典』新井邦二郎共編 福村出版 1994
- 『よくわかる発達と学習』新井邦二郎、大川一郎、藤生英行、濱口佳和、笠井仁共著 福村出版 1996
- 『1日1題おべんきょうふゆの本 入学前の国語・算数・生活』監修 世界文化社 c1998
- 『別冊家庭画報　こども偉人新聞 学校の先生がすすめる偉人85人』監修 世界文化社 2000
- 『危機を生きる 命の発達心理学』編 ナカニシヤ出版 2001
- 『別冊家庭画報　こども歴史人物新聞』監修 世界文化社 2001
- 『事例で学ぶ生涯発達臨床心理学』次良丸睦子, 藤生英行共編著 福村出版 2001
- 『事例でみる発達と臨床 カウンセリングの現場から』編著 北大路書房 2001
- 『発達臨床心理学の最前線』監修 教育出版 2001
- 『テスト・ザ・ネイション 自分のIQを知る勇気のある人へ』監修 テレビ朝日 2003
- 『発達臨床教育相談マニュアル アセスメントと支援の実際』桜井茂男,大川一郎, 藤生英行,藤岡久美子共編 川島書店 2006
- 『保育カウンセリングへの招待』冨田久枝共編著 北大路書房 2007

### 翻訳
- ベンジャミン B.ウォールマン『知能心理学ハンドブック 第1-3編』 監訳 田研出版 1992-1995

## 論文
- Cinii

## 注
1. ↑  『現代物故者事典2006～2008』（日外アソシエーツ、2009年）p.337
2. ↑  杉原一昭氏死去
3. ↑  『壊された子どもをどう救うか』著者紹介
4. ↑  『現代物故者事典2006～2008』（日外アソシエーツ、2009年）p.336